# Incilius valliceps
Incilius valliceps е вид земноводно от семейство Крастави жаби (Bufonidae).

## Разпространение
Видът е разпространен в Белиз, Гватемала, Коста Рика, Мексико, Никарагуа, Салвадор и Хондурас.